# Fondtorgsnämnden
Fondtorgsnämnden är en svensk statlig förvaltningsmyndighet med uppgift att upphandla, granska och kvalitetssäkra fonderna i det svenska premiepensionssystemet.
Fondtorgsnämnden är en nämndmyndighet som leds av en nämnd med sju ledamöter som utses av regeringen. Mats Sjöstrand är nämndens ordförande. Nämnden biträds av ett kansli som ansvarar för den löpande verksamheten och leds av en kanslichef Erik Fransson. Pensionsmyndigheten är värdmyndighet till Fondtorgsnämnden och upplåter lokaler samt sköter administrativa och handläggande uppgifter åt Fondtorgsnämnden.
Fondtorgsnämnden ska upphandla ett brett urval av fonder med hög kvalitet och olika riskprofil till premiepensionens fondtorg samt ingå fondavtal med fondförvaltare som erbjuder fonder på fondtorget. Fondtorgsnämndens uppgifter regleras i lag: lagen (2022:759) om Fondtorgsnämnden, lagen (2022:760) om upphandling av fonder till premiepensionens fondtorg samt 64 kap. socialförsäkringsbalken.
Fondtorgsnämnden inledde sin verksamhet den 20 juni 2022, då den lagstiftning som reglerar nämndens verksamhet trädde i kraft.